# Нематериальное культурное наследие

Знак защиты нематериального культурного наследия от ЮНЕСКО

Нематериа́льное культу́рное насле́дие — обычаи, формы представления и выражения, знания и навыки, а также связанные с ними инструменты, предметы, артефакты и культурные пространства, признанные сообществами, группами и, в некоторых случаях, отдельными лицами в качестве части их культурного наследия. Данная концепция была предложена в 1990-х годах в качестве аналога Списку Всемирного наследия, уделяющему основное внимание материальной культуре.
В 2003 году ЮНЕСКО была принята Конвенция по защите нематериального культурного наследия. По данным 2020 г., к ней присоединилось уже 180 государств, но среди них нет США, России и Великобритании.

## История возникновения
Говоря об истории становления понятия «нематериальное культурное наследие», в первую очередь следует обратиться к истокам более общего явления, вошедшего в конце XX в. в научный лексикон, — Всемирное наследие. Предпосылка интернациональной ответственности за сохранение наиболее ценных культурных и природных объектов возникла в 60-е гг. XX в. в связи со строительством высотной Асуанской плотины в Египте и угрозой затопления водами Нила древних памятников Нубии. Международное сообщество осознало тогда, что гибель памятников являлась бы поистине невосполнимой утратой не только для Египта и Судана, но и для всего человечества. Также государства осознали, что не располагают достаточными средствами для их спасения. Так родилась идея Всемирного наследия и общечеловеческой ответственности за его сохранность.
Официальное оформление эта идея получила в ноябре 1972 г. в Париже во время 17-й сессии Генеральной конференции ЮНЕСКО, которая приняла Конвенцию об охране Всемирного природного и культурного наследия. Объекты Всемирного наследия, как говорится в Конвенции, должны обладать выдающимся общечеловеческим значением с художественной, исторической, научной или природной точек зрения. Однако упоминания о нематериальном наследии в данной конвенции не было.
Начало нормативной деятельности ЮНЕСКО по охране нематериального культурного наследия (НКН) было положено в 1973 г. и связано с инициативой правительства Боливии, предложившего в целях охраны фольклора принять «Протокол к Всемирной конвенции об авторском праве». Осуществление деятельности по охране фольклора было возложено на ЮНЕСКО, которая в 1989 г. приняла «Рекомендацию о сохранении фольклора».
Последняя, несмотря на свой необязательный характер, актуализировала данную проблему, поставив её на повестку дня. Международная конференция по теме «Глобальная оценка Рекомендаций о сохранении фольклора», организованная ЮНЕСКО и Смитсоновским институтом в Вашингтоне в 1999 г., пересмотрела понятие «фольклор» и в научный оборот была введена новая дефиниция — «нематериальное культурное наследие». Параллельно с этим был создан проект «Провозглашение шедевров устного и нематериального наследия», в котором должны были найти свое отражение образцы, имеющие исключительную ценность, а также наследие, над которым нависла угроза исчезновения.
Также важное значение нематериального культурного наследия в качестве гарантии устойчивого развития было выражено во Всеобщей декларации ЮНЕСКО о культурном разнообразии 2001 г. и в Стамбульской декларации 2002 г., принятой на третьей встрече за круглым столом министров культуры. В 2001 году ЮНЕСКО провела опрос среди государств и неправительственных организаций, с целью выработки определения нематериального культурного наследия.
Заключительным этапом законодательного оформления системы охраны нематериального наследия стало принятие Конвенции об охране нематериального культурного наследия в Париже 17 октября 2003 г. на тридцать второй сессии Генеральной конференции ЮНЕСКО по вопросам образования, науки и культуры, выступающая в качестве дополнения к принятой в 1972 г. Конвенции ЮНЕСКО по вопросам охраны мирового культурного и природного наследия. В данном документе особое внимание уделяется необходимости признания во всех странах роли традиционных форм культуры, особенно связанных с устными традициями, а также опасности, которой эти формы подвергаются под воздействием разнообразных факторов.

## Конвенция об охране НКН
Конвенция об охране нематериального культурного наследия была принята 17 октября 2003 года Генеральной конференцией Организации Объединённых Наций по вопросам образования, науки и культуры. Документ вступил в действие спустя три года 20 апреля 2006 г., когда набралось достаточно стран для ратификации.
В отличие от Конвенции всемирного наследия, охрана нематериального культурного наследия заключается не только в защите её объектов от потенциальных рисков и угроз, но и в позитивных действий по их популяризации. Понятие «охрана» означает принятие мер с целью обеспечения жизнеспособности нематериального культурного наследия, включая его идентификацию, документирование, исследование, сохранение, защиту, популяризацию, повышение его роли, его передачу, главным образом с помощью формального и неформального образования, а также возрождение различных аспектов такого наследия.

### Причины создания конвенции
- Необходимость в обогащении и дополнении действующих международных соглашений, рекомендаций и резолюций о культурном и природном наследии.
- Осознание важности нематериального культурного наследия и его охраны. Более глубокое осознание, особенно среди молодых поколений.
- Возникновение факторов способствующий сближению, обмену и взаимопониманию между людьми.
- Укрепление духа сотрудничества и взаимопомощи в международном сообществе и государств-участников настоящей Конвенции[1].

### Цели программы нематериального культурного наследия
Целями Конвенции являются:
- охрана нематериального культурного наследия;
- уважение нематериального культурного наследия соответствующих сообществ, групп и отдельных лиц;
- привлечение внимания на местном, национальном и международном уровнях к важности нематериального культурного наследия и его взаимного признания;
- международное сотрудничество и помощь.

В Конвенции указаны следующие конкретные области нематериального культурного наследия:
- устные традиции и формы выражения, в том числе язык как носитель нематериального культурного наследия;
- исполнительские искусства, в том числе актёрская игра, музицирование, пение, танцы и прочее;
- обычаи, обряды, праздники;
- знания и обычаи, относящиеся к природе и вселенной;
- знания и навыки, связанные с традиционными ремеслами[1].

Наиболее важным критерием для попадания в список объектов НКН является оценка их уникальности и неповторимости. Конвенция ЮНЕСКО также подчеркивает, что обычай или устное творчество должны повторяться из поколения в поколение, формируя культурную идентичность общины.
«Особое внимание будет уделяться расширению прав и возможностей маргинализованных и уязвимых общин и отдельных лиц, в частности коренного населения, женщин и молодежи, с тем чтобы они могли всемерно участвовать в культурной жизни посредством непрерывного творчества, которое служит определяющей характеристикой нематериального культурного наследия, и определять свой выбор в сфере культуры в соответствии с собственными предпочтениями и устремлениями».
Межправительственный комитет по охране нематериального культурного наследия ежегодно проводит специальные сессии. 24 государств-участников контролируют выполнение Конвенции и обсуждают вопросы новых объектов списка. Каждый год сессии проходят в новой части света. В 2020 году 15-я встреча комитета рамках пандемии проходила полностью в онлайн-режиме.

## Сотрудничество с Россией
Российская Федерация не имеет права предлагать свои объекты для внесения в перечень нематериального культурного наследия, так как она отказалась ратифицировать международную конвенцию. Несмотря на это, в списке присутствуют пункты российского происхождения: якутский национальный эпос «Олонхо» и фольклор семейских староверов, живущих в Забайкалье. Данные объекты были включены по предложению других стран.
Несмотря на то, что Российская Федерация не приняла конвенцию ЮНЕСКО, в 2003 году по инициативе Комиссии Российской Федерации по делам ЮНЕСКО, Министерства культуры Российской Федерации и Государственного российского дома народного творчества им. В. Д. Поленова был создан Российский комитет по сохранению нематериального культурного наследия. Его основной целью является создание благоприятных условий для сохранения и естественного развития нематериального наследия Российской Федерации, активизации согласованной работы по своевременному выявлению и защите его составляющих, находящихся под угрозой исчезновения в условиях глобализации и объективных социально-культурных изменений в жизни общества. При принятии «Концепции сохранения и развития нематериального культурного наследия народов Российской Федерации на 2009—2015 годы» комитетом была использована концепция нематериального культурного наследия, зафиксированная в международном документе.
В 2018 году первый заместитель Председателя Комитета по культуре Елена Драпеко заявила о потенциальном вреде ратификации конвенции ЮНЕСКО в России, так как «она тормозит развитие малых народов» и также сохраняет спорные традиции, как калым или бичевание. На сайте конвенции ЮНЕСКО описанных ритуалов обнаружить не удалось.
Депутат Госдумы от «Единой России» Виктор Зубарев предлагал внести в список НКН: оливье, селедку под шубой, холодец, катание на санках, просмотр фильма «Ирония судьбы», игру в снежки и вырезание бумажных снежинок.
20 октября 2022 г. Президент России подписал федеральный закон № 402-ФЗ «О нематериальном этнокультурном достоянии России», который урегулировал отношения в области выявления, изучения, использования, актуализации, сохранения и популяризации нематериального этнокультурного достояния России. Закрепил открытый перечень видов нематериального этнокультурного достояния:
- устное творчество, устные традиции и формы их выражения;
- формы традиционного исполнительского искусства;
- традиции, выраженные в обрядах, празднествах, обычаях, игрищах;
- знания, технологии и навыки, связанные с укладами жизни и традиционными ремеслами.

Установлены права и полномочия федеральных, региональных и местных властей. Закрепил права носителей и хранителей нематериального этнокультурного достояния. Федеральный закон описал основные принципы создания и ведения федерального государственного реестра объектов нематериального этнокультурного достояния России.

## Примеры нематериального культурного наследия

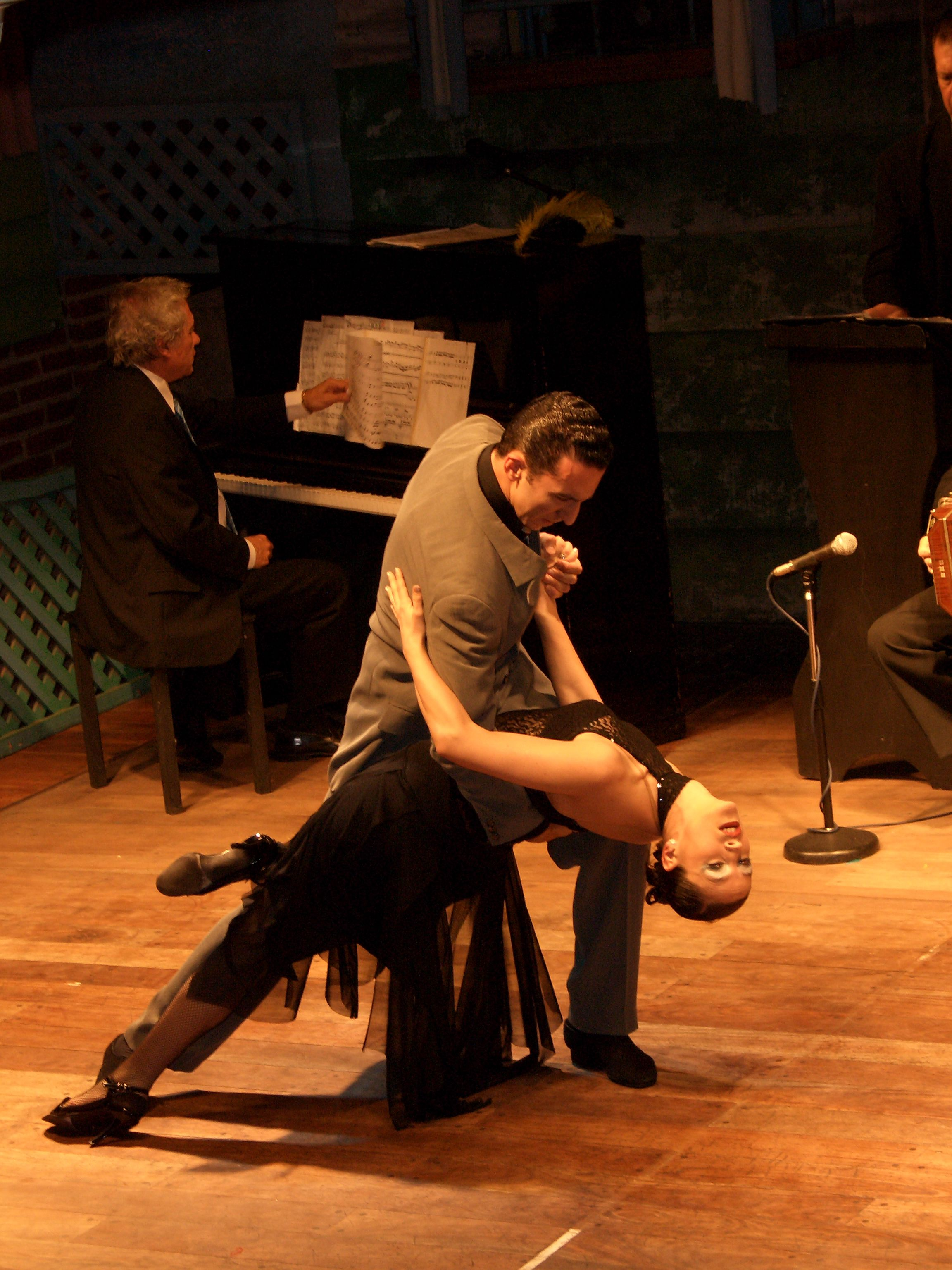
Танго (Аргентина, Уругвай)
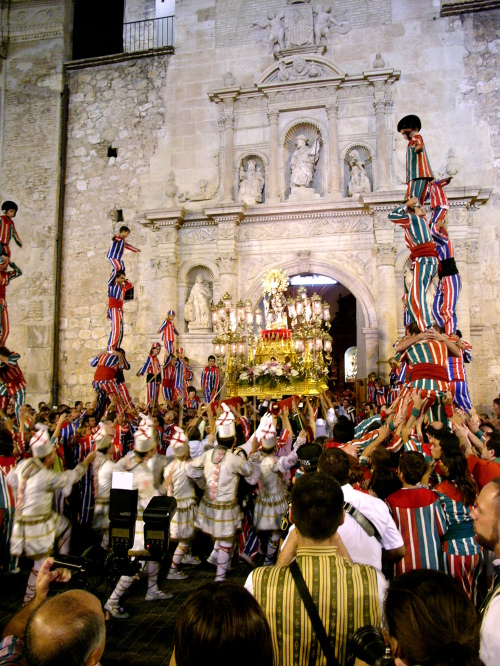
Праздник La Mare de Déu de la Salut в Альхемеси (Испания)
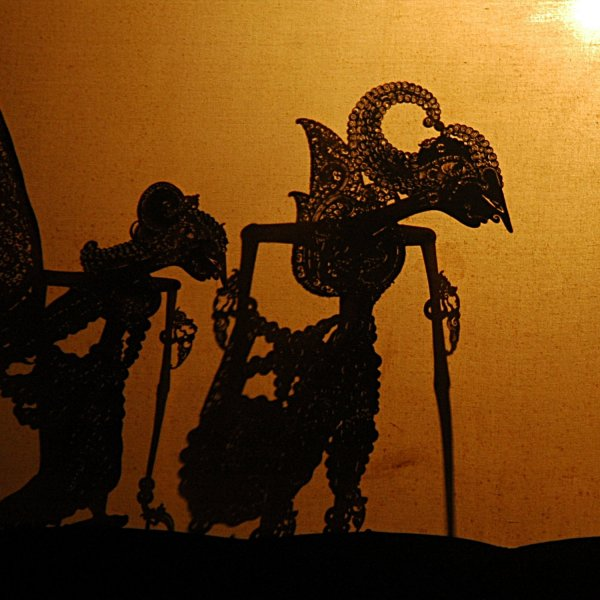
Театр марионеток Ваянг (Индонезия)
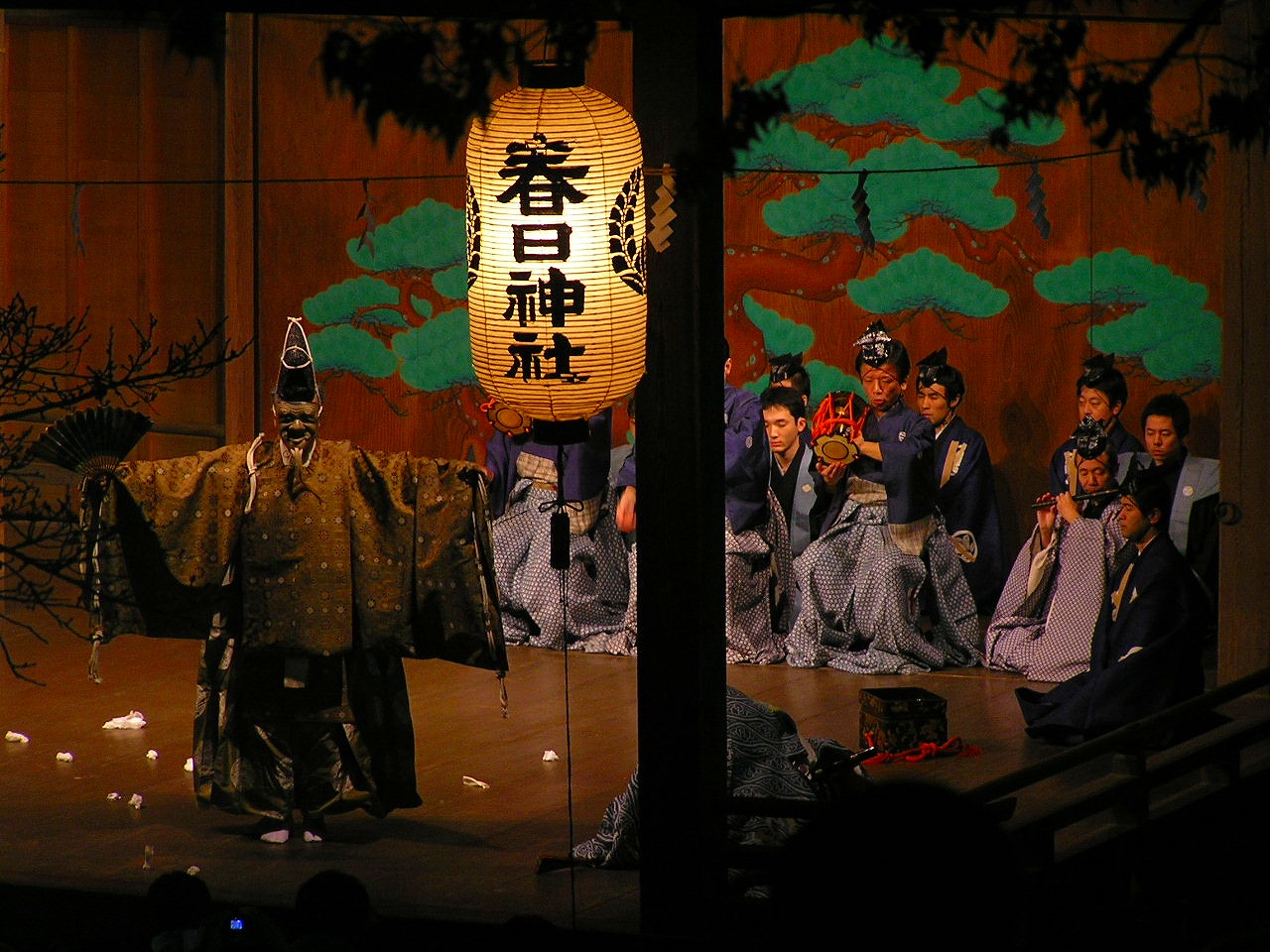
Театр Но (Япония)
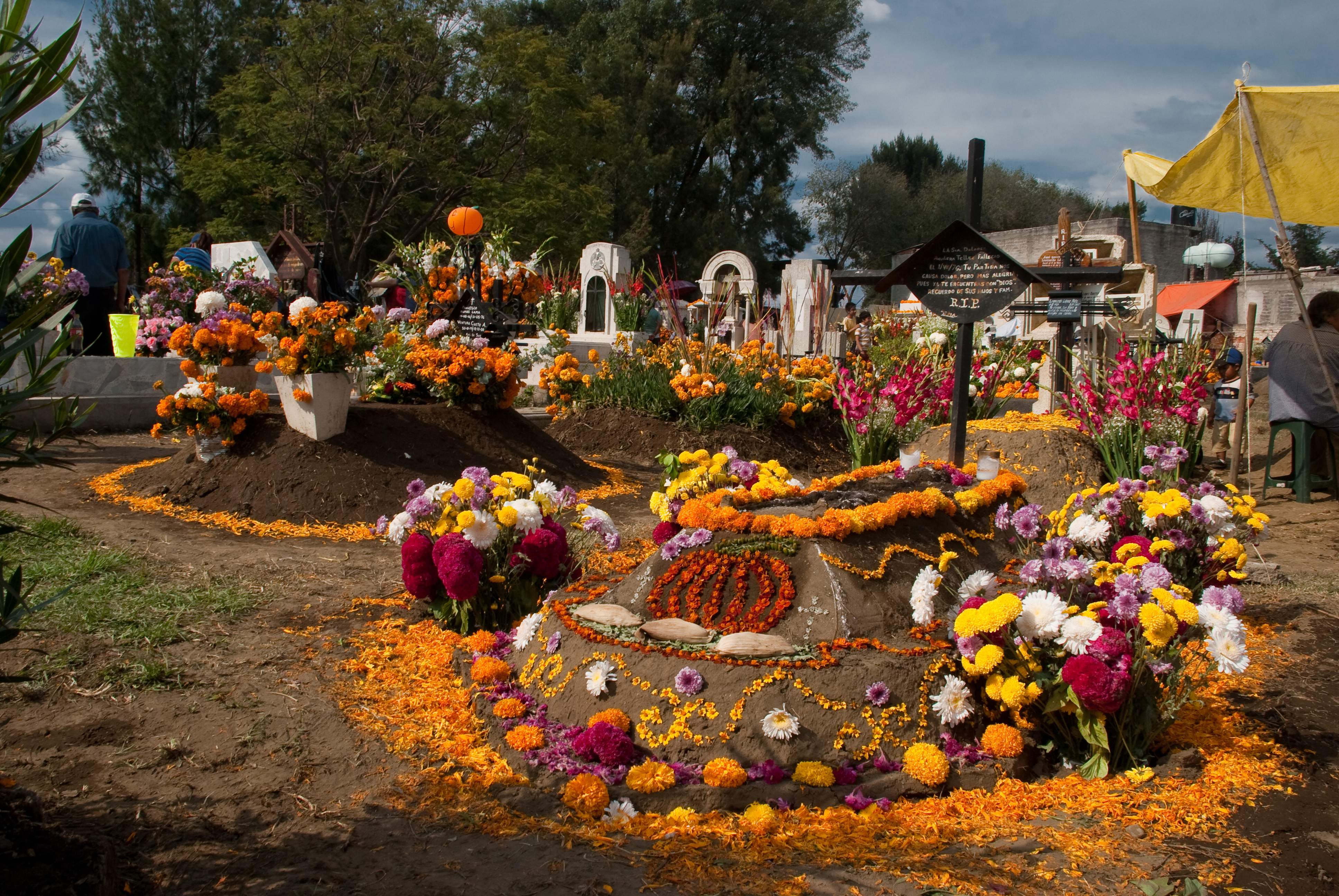
День мёртвых (Мексика)
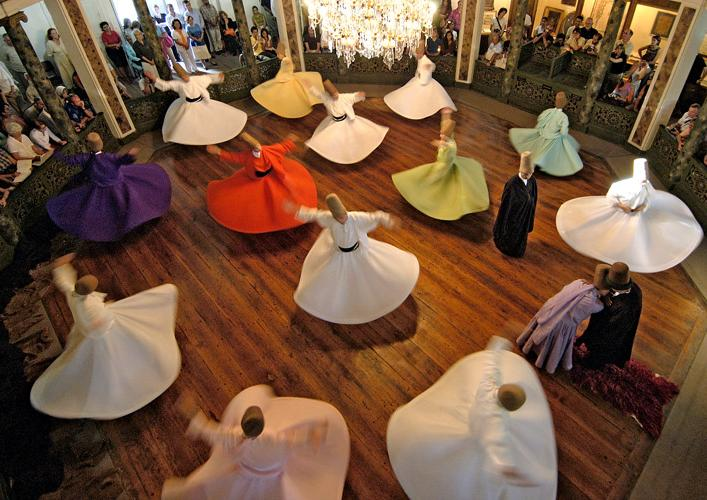
Мевлеви дервишей (Турция)
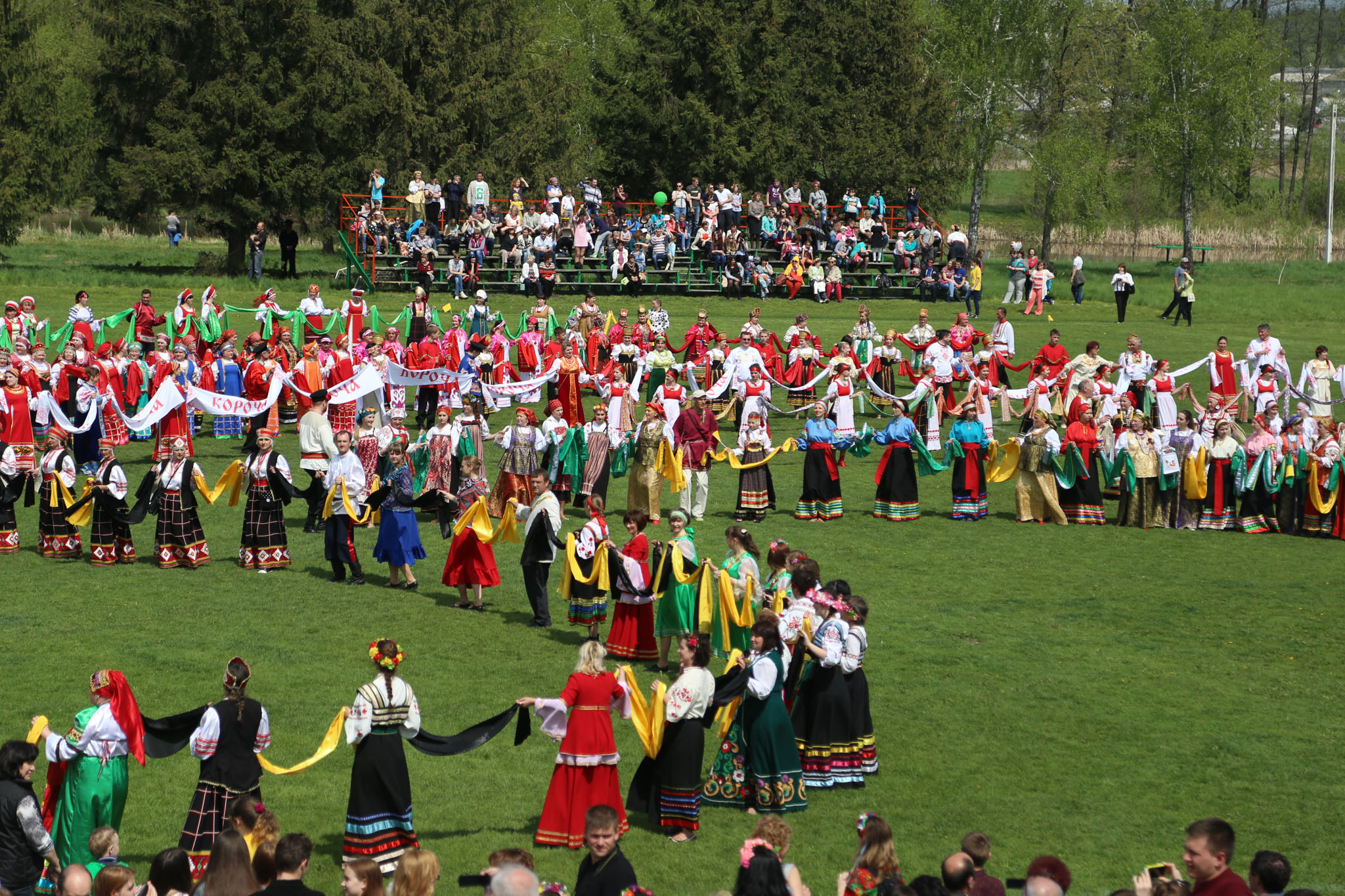
Хоровод (Россия)